# Waren täglicher Bedarf
Waren täglicher Bedarf (WtB) war die Bezeichnung mehrerer Kombinate in der DDR. Die Kombinate, die durch den Rat der jeweiligen Bezirke geleitet wurden, waren zuständig für den staatlich organisierten Großhandel von Waren des täglichen Bedarfs für Endverbraucher in der DDR. Die Kombinatsbetriebe belieferten die Einzelhandelsgeschäfte mit Lebensmitteln und Drogerieprodukten.